# Ha Tinh
Ha Tinh (vietnamita: Hà Tĩnh) é uma província do Vietnã.